# Mimosa rosariensis
Mimosa rosariensis là một loài thực vật có hoa trong họ Đậu. Loài này được N.F.Mattos miêu tả khoa học đầu tiên.